# Eishockey-Landesliga Bayern 2020/21
Die Eishockey-Landesliga Bayern 2020/21 wurde unter dem Dach des Bayerischen Eissportverbandes (BEV) organisiert und ist nach der Bayernliga (Regionalliga) eine der fünfthöchsten Spielklassen im deutschen Eishockey.

## Saisonverlauf
Die Eishockey-Landesliga 2020/21 war die 73. Ausspielung dieser Liga. Wegen der COVID-19-Pandemie wurde die Saison bereits nach 3 Spieltagen abgebrochen und konnte auch zu einem späteren Zeitpunkt nicht fortgeführt werden.

## Teilnehmer
Nicht mehr dabei waren die Auf- und Absteiger der Vorsaison. Absteiger aus der Bayernliga gab es nicht. Neu in der Liga waren die Wanderers Germering, die SG TSV Schliersee/Miesbach 1b und der ERC Lechbruck (alle Aufsteiger aus der Bezirksliga).
| Landesliga Gruppe 1 (N/O) | Landesliga Gruppe 2 (S/W) |
| --- | --- |
| - EHC Bayreuth/1b - EV Dingolfing - SE Freising - ESC Haßfurt - EV Moosburg - EV Pegnitz - VER Selb 1b - TSV Trostberg - ESC Vilshofen - ESV Waldkirchen | - EHC Bad Aibling - EV Bad Wörishofen - ESV Burgau - SC Forst - EV Fürstenfeldbruck - Wanderers Germering (N) - EV Pfronten - SC Reichersbeuern - SG TSV Schliersee/ TEV Miesbach 1b (N) - ERC Lechbruck (N) |

(N) = Neu in der Liga / Aufsteiger